# Juraj Slafkovský
Juraj Slafkovský (né le 30 mars 2004 à Košice en Slovaquie) est un joueur professionnel slovaque de hockey sur glace qui évolue au poste d'ailier gauche.

## Biographie

### Carrière en club
Formé au HC Košice, il a joué pour les équipes de jeunes de l'EC Red Bull Salzbourg en Autriche, du HC Hradec Králové en Tchéquie puis du TPS en Finlande à partir de 2019. En 2021, il débute en senior dans la Liiga avec le TPS.
Il est sélectionné au 1er rang par les Canadiens de Montréal lors du repêchage d'entrée dans la LNH 2022. Ainsi, avec Šimon Nemec, qui a été repêché 2e au total lors du même repêchage, ils deviennent les Slovaques ayant été repêché les plus hauts, dépassant Marián Gáborík, qui a été repêché 3e au total en 2000 par le Wild du Minnesota. Le 13 juillet 2022, il signe son contrat d'entrée avec les Canadiens de Montréal. Le 20 octobre 2022, lors d'une partie contre les Coyotes de l'Arizona, le joueur compte son premier but dans la LNH.
Grâce à une passe obtenue lors de la rencontre du 26 mars 2024 face à l'Avalanche du Colorado, il devient le premier joueur des Canadiens de Montréal âgé de moins de 20 ans à obtenir 40 points en une saison. Il devance Mario Tremblay qui avait obtenu 39 points lors de la saison 1974-1975.
Une deuxième moitié de saison remarquable en 2023-2024 a permis à Juraj Slafkovsky de faire saliver les partisans des Canadiens de Montréal à la simple réflexion de l'avenir. Sa récolte de 42 points dans les 51 derniers matchs de la campagne avait laissé présager le meilleur pour la saison 2024-2025, notamment aux côtés de Nick Suzuki et Cole Caufield.
Le 1er juillet 2024, Juraj Slafkovsky signe une prolongation de contrat de huit ans avec les Canadiens. Cette entente lui rapporte un salaire moyen annuel de 7,6 millions de dollars.  

### Carrière internationale
Il représente la Slovaquie au niveau international. Il prend part aux sélections jeunes. Il participe à son premier championnat du monde senior en 2021.
Il est sélectionné pour les Jeux olympiques de 2022 et remporte la médaille de bronze avec la Slovaquie. Il inscrit sept buts en sept matchs. Il marque deux buts dont celui de la victoire 4-0 face à la Suède lors du match pour la troisième place.

## Trophées et honneurs personnels

### Jeux olympiques
- 2022 : 
  - termine meilleur buteur du tournoi
  - termine meilleur pointeur du tournoi
  - nommé meilleur joueur
  - nommé dans l'équipe des étoiles du tournoi

## Statistiques

### En club
| Saison     | Équipe                | Ligue      |     | Saison régulière | Saison régulière | Saison régulière | Saison régulière | Saison régulière |   | Séries éliminatoires | Séries éliminatoires | Séries éliminatoires | Séries éliminatoires | Séries éliminatoires |
| Saison     | Équipe                | Ligue      | PJ  | B                | A                | Pts              | Pun              | PJ               | B | A                    | Pts                  | Pun                  |                      |                      |
| 2021-2022  | TPS                   | Liiga      | 31  | 5                | 5                | 10               | 33               | 18               | 2 | 5                    | 7                    | 8                    |                      |                      |
| 2022-2023  | Canadiens de Montréal | LNH        | 39  | 4                | 6                | 10               | 33               | -                | - | -                    | -                    | -                    |                      |                      |
| 2023-2024  | Canadiens de Montréal | LNH        | 82  | 20               | 30               | 50               | 55               | -                | - | -                    | -                    | -                    |                      |                      |
| 2024-2025  | Canadiens de Montréal | LNH        | 79  | 18               | 33               | 51               | 45               | 5                | 2 | 0                    | 2                    | 4                    |                      |                      |
| Totaux LNH | Totaux LNH            | Totaux LNH | 200 | 42               | 69               | 111              | 133              | 5                | 2 | 0                    | 2                    | 4                    |                      |                      |

### En équipe nationale
| Année | Équipe           | Compétition                 |   | PJ | B | A | Pts | Pun | +/-                        |  | Résultat |
| 2021  | Slovaquie junior | Championnat du monde junior | 5 | 0  | 0 | 0 | 2   | -5  | Huitième place             |  |          |
| 2021  | Slovaquie        | Championnat du monde        | 6 | 0  | 0 | 0 | 2   | -3  | Huitième place             |  |          |
| 2022  | Slovaquie junior | Championnat du monde junior | 2 | 0  | 1 | 1 | 0   | 0   | Compétition annulée        |  |          |
| 2022  | Slovaquie        | Qualification olympique     | 3 | 0  | 1 | 1 | 0   | +1  | Première place du groupe D |  |          |
| 2022  | Slovaquie        | Jeux olympiques             | 7 | 7  | 0 | 7 | 0   | +5  | Médaille de bronze         |  |          |
| 2022  | Slovaquie        | Championnat du monde        | 8 | 3  | 6 | 9 | 2   | +1  | Huitième place             |  |          |
| 2024  | Slovaquie        | Championnat du monde        | 8 | 0  | 8 | 8 | 8   | +1  | Septième place             |  |          |